# Шахвердов, Валерий Георгиевич
Валерий Георгиевич Шахвердов (1914, Санкт-Петербург — май 1993) — советский автогонщик. Чемпион СССР по мотокроссу, двукратный чемпион СССР по автомобильным кольцевым гонкам. Конструктор, кандидат технических наук. Мастер спорта СССР.

## Биография
Получил диплом авиационного инженера. Занимался конструкторской работой по мотоциклам.
Выступал на машинах классов 500 и 750 см³. Занял третье место в чемпионате СССР 1946 года по мотокроссу в классе 500 см3. Выиграл матчевую встречу Москва — Ленинград по зимнему кроссу.
В 1950 году дебютировал в автомобильном спорте — в 300-километровой гонке первого чемпионата СССР. Работал над гоночным автомобилем собственной конструкции — ГА-20, который стал первым в СССР одноместной гоночной машиной, построенной специально для кольцевых гонок.
В 1958 году в возрасте 44 лет стал чемпионом СССР на ГА-22. В 1960 году стал первым чемпионом СССР в классе «формула-1».
Преподаватель Военно-воздушной инженерной академии имени Можайского.
Соавтор книг «Конструкция и эксплуатация авиационных газотурбинных двигателей» (1969), «Лётная эксплуатация воздушных судов» (1968).
В 2009 году вышел межвузовский тематический сборник научных трудов «Проблемы летной эксплуатации и безопасность полетов», посвящённый 95-летнему юбилею со дня рождения В. Г. Шахвердова.